# Astomaspis acanthogaster
Astomaspis acanthogaster är en stekelart som först beskrevs av Tosquinet 1903.  Astomaspis acanthogaster ingår i släktet Astomaspis och familjen brokparasitsteklar. Inga underarter finns listade.